# Roussines (Indre)
Roussines ist eine französische Gemeinde mit 358 Einwohnern (Stand: 1. Januar 2022) im Département Indre in der Region Centre-Val de Loire; sie gehört zum Arrondissement Le Blanc und zum Kanton Saint-Gaultier. Die Einwohner werden Roussins genannt.

## Geographie
Roussines liegt etwa 41 Kilometer südsüdwestlich von Châteauroux. An der nördlichen Gemeindegrenze verläuft der Bach Chinan, im Süden der Portefeuille.
Nachbargemeinden von Roussines sind Sacierges-Saint-Martin im Norden und Westen, Saint-Civran im Norden und Nordosten, Saint-Gilles im Nordosten, Saint-Benoît-du-Sault und Parnac im Osten, La Châtre-Langlin im Süden und Südosten sowie Chaillac im Südwesten.

## Bevölkerungsentwicklung
| Jahr                      | 1962 | 1968 | 1975 | 1982 | 1990 | 1999 | 2006 | 2013 |
| Einwohner                 | 540  | 525  | 489  | 487  | 450  | 393  | 387  | 346  |
| Quelle: Cassini und INSEE |      |      |      |      |      |      |      |      |

## Sehenswürdigkeiten
- Kirche Saint-Sulpice, Monument historique seit 1967

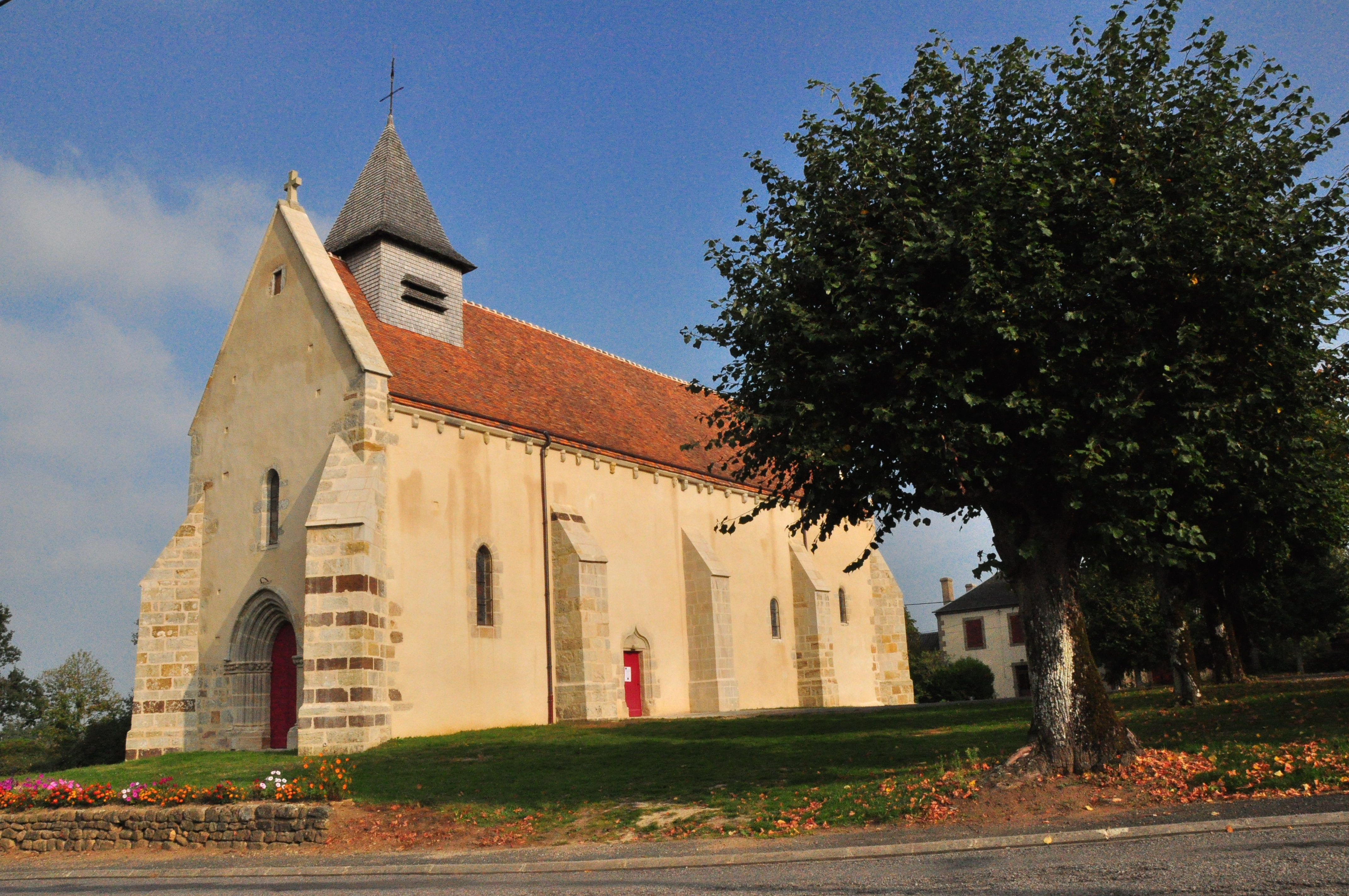
Kirche Saint-Sulpice